# Stepan Khroulev
Stepan Alexandrovitch Khrouliov (en russe : Степан Александрович Хрулёв, retranscrit Khrouleff dans les sources françaises de l'époque), né le 17 mars 1807 et mort le 3 juin 1870, est un général russe. Il combat notamment au siège de Sébastopol.

## Biographie
Stepan Alexandrovitch Khroulev naît en 1807 dans l'oblast de Toula. Diplômé du 2e corps de cadets de Saint-Pétersbourg en 1825, il intègre l'armée en 1826 et sert dans l'artillerie à partir de 1835. Il participe à la répression de l'insurrection polonaise de 1830 et à celle de la révolution hongroise de 1848. Au cours de la campagne de 1853 contre le khanat de Kokand, il dirige l'artillerie et les travaux du génie pendant le siège et l'assaut de la forteresse d'Ak-Mechet. Il est également fait lieutenant général en 1853. 
Durant la guerre de Crimée, le général Khroulev rejoint tout d'abord l'armée du Danube, au début de 1854, puis participe à la défense de Sébastopol à partir de décembre 1854. En février 1855, il commande les Russes à la bataille d'Eupatoria. En juin 1855, il reçoit le commandement de la zone de défense du faubourg Karabelnaya, qui comprend notamment la forteresse de Malakoff, âprement disputée par les belligérants. Lors de l'assaut allié du 18 juin 1855, constatant l'échec de l'attaque britannique contre le Petit Redan, il opère une manœuvre de redéploiement pour forcer les troupes françaises à se retirer de la batterie Gervais. Subissant de plein fouet la pression russe, les Français demandent des renforts qu'ils n'obtiennent pas ; ils sont contraints de se replier,. Lors de l'assaut du 8 septembre 1855, l'armée française s'empare de Malakoff mais vers 15 h, le général Khrouleff lance ses réserves pour reprendre cette forteresse de première importance. Les accès ayant été barricadés par les Français avec des sacs de sable, des gabions et des cadavres, les combats pour reprendre la gorge durent près de deux heures dans des conditions épouvantables ; un officier russe note que les hommes se battaient sur « un tas de corps [...] l'air était rempli d'une épaisse poussière rougeâtre venant du sol couvert de sang ». Bien que les Russes parviennent brièvement à pénétrer dans la gorge, ils en sont chassés ; ceux qui attaquaient la batterie Gervais sont aussi décimés par les tirs français provenant de Malakoff,,.
En 1861-1862, il est commandant de corps d'armée.
Il meurt le 22 mai 1870 (3 juin dans le calendrier grégorien) et est enterré à Sébastopol.